# Adele Faber
Adele Faber (geboren als Adele Meyrowitz 12. Januar 1928 in New York City; gestorben 24. April 2024 in White Plains (New York)) war eine US-amerikanische Autorin von Erziehungsratgebern.

## Leben
Adele Meyrowitz war eine Tochter des Morris Meyrowitz und der Betty Kamay. Sie legte 1949 einen Bachelor ab in Theatertheorie und Praxis am Queens College der City University of New York und 1950 einen Master of Arts in Pädagogik an der New York University. Sie heiratete 1950 Leslie Faber, sie hatten drei Kinder. Sie arbeitete von 1950 bis 1958 als Rhetorik-Trainerin in New York. Faber arbeitete von 1964 bis 1974 als Erziehungswissenschaftlerin bei Haim Ginott (1922–1973) an der New School for Social Research und begann zusammen mit Elaine Mazlish (1925–2017) Erziehungsratgeber zu Ginotts Theorien zu schreiben. Von 1975 bis 1982 arbeitete sie am Family Life Institute der Long Island University. Sie hielt Vorträge und leitete Workshops. 
Faber lebte später auf Long Island.

## Schriften (Auswahl)

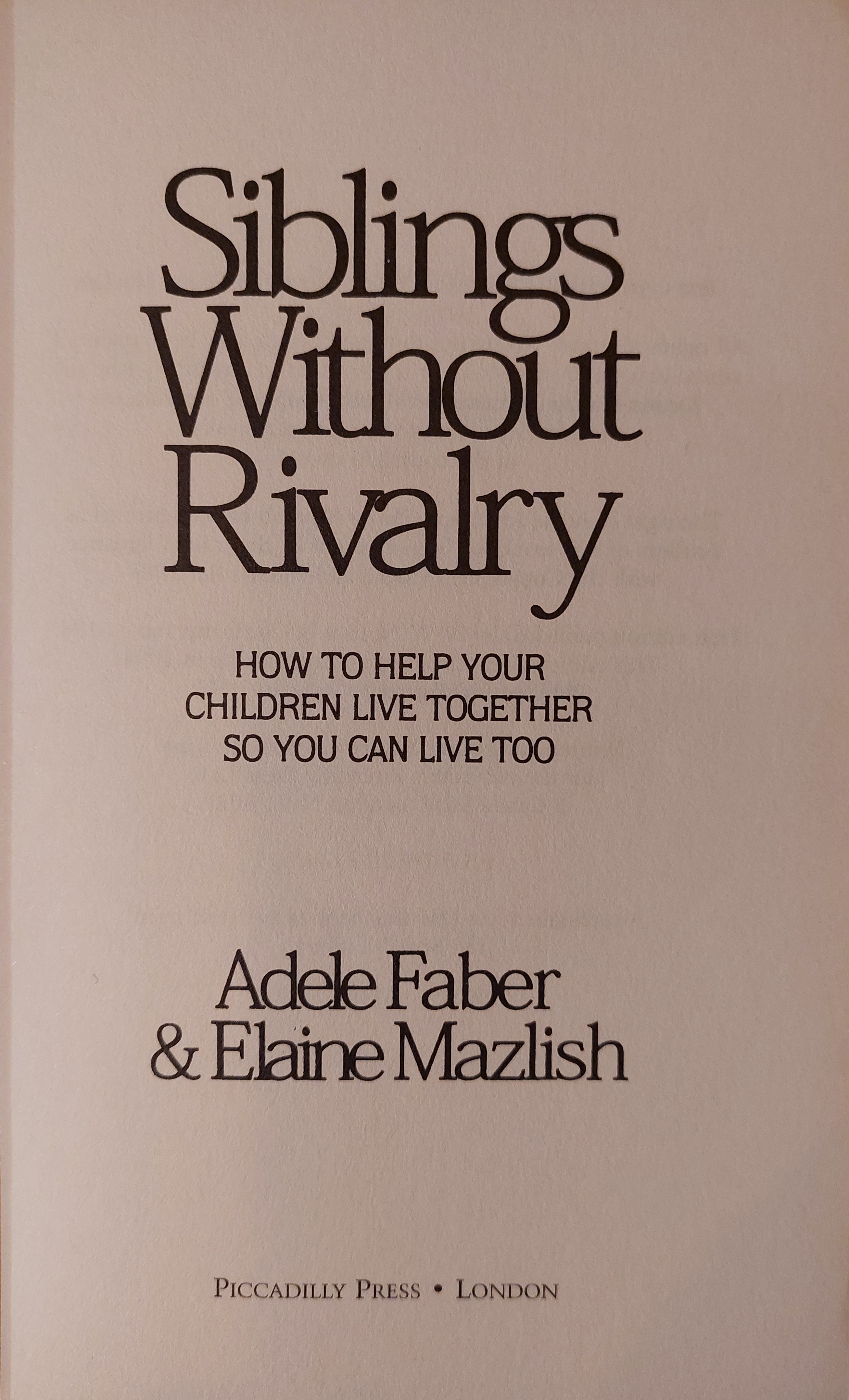
Siblings Without Rivalry

- Elaine Mazlish; Leslie Faber: Liberated Parents, Liberated Children: Your Guide to a Happier Family. 1973
  - Entspannte Eltern - entspannte Kinder : Verständnis und Verständigung als Schlüssel zum Glück. Übersetzung Tobias Schudok. München: ObersteBrink, 2016
- Elaine Mazlish; Leslie Faber: How to Talk So Kids Will Listen. And Listen So Kids Will Talk.
- Elaine Mazlish; Leslie Faber: How to Talk So Teens Will Listen. And Listen So Teens Will Talk. 1995
  - Nun hör doch mal zu! : Elternsprache - Kindersprache. Übersetzung Christine Steffens. München: Dromer Knaur, 1989
  - So sag ich's meinem Kind : wie Kinder Regeln fürs Leben lernen. Übersetzung Christine Steffens. Düsseldorf: Oberstebrink, 2009
  - So sag ich's meinem Kind. Workshop : Arbeitsheft. München: ObersteBrink, 2017
- Elaine Mazlish; Leslie Faber: Siblings Without Rivalry: How to Help Your Children Live Together So You Can Live Too. 1987
  - Hilfe, meine Kinder streiten : Ratschläge für erschöpfte Eltern. Zeichnungen Kimberley Ann Coe. Übersetzung Dinka Mrkowatschki. München: Droemer Knaur, 1990
  - Hilfe, meine Kinder streiten : wie Sie Geschwistern helfen, einander zu respektieren. München: ObersteBrink, 2018
- Elaine Mazlish; Leslie Faber: Between Brothers and Sisters. 1989
- How To Be The Parent You Always Wanted To Be. 1992
  - Elternsein für Einsteiger : einfache Regeln für ein glückliches und krisenfestes Familienleben. Übersetzung Tobias Schudok. München: Oberstebrink, 2015
- How To Talk So Kids Can Learn. 1994
- How to Talk So Kids Can Learn: At Home and in School. 1995
  - Wie Sie Kinder fürs Lernen begeistern : was Eltern und Lehrer wissen müssen. München: ObersteBrink, 2018
- Bobby and the Brockles. 1994
- Bobby and the Brockles Go to School. 1994